# Доба
Доба (на френски: Doba) е град в Чад и административен център на регион Източен Логон. Има население 25 650 (преброяване от 2008 г.).
Проучва се за залежи на петрол в околностите около Доба и се очаква те да донесат печалби.